# Дейтрон
Дейтро́н — ядро атома дейтерію (D+), ізотопу водню з масовим числом 2. 
Дейтрон (зазвичай позначається d) стабільний. Складається з одного протона і одного нейтрона. Має електричний заряд e+ та спін 1. Маса дейтрона дорівнює 3,343 583 20× 10−27 кг (1875,612 82 МеВ).
Утворюються в термоядерних реакціях
p + p → d + e+ + νe + γ (0,4 Мев),
що відбуваються в надрах зір (зокрема, Сонця). Деяка частина дейтронів утворилася внаслідок первинного нуклеосинтезу невдовзі після Великого Вибуху.
Дейтрони застосовують для бомбардування мішеней у прискорювачах заряджених частинок, інших наукових дослідженнях з ядерної фізики.